# Norbert Glante
 Norbert Glante (né le 8 août 1952, à Caputh) est un homme politique allemand, député européen depuis 1994, et membre du Parti social-démocrate d'Allemagne (SPD). Il a notamment été membre, lors des différentes législatures successives, des commissions du Parlement européen ayant pour champ d'action les questions industrielles.